# Clemkito vidéaste français

logo de la chaine youtube de clemkito

Clemkito est un créateur de contenu français, principalement connu pour ses vidéos sur Roblox et ses formats Gaming sur YouTube et TikTok.

## Biographie
Clément, alias Clemkito, commence sa chaîne YouTube en 2020. Il se fait connaître par ses vidéos de Roblox et ses courtes vidéos Gaming.

## Chaîne YouTube
La chaîne Clemkito propose principalement :
- des vidéos de jeux vidéo, notamment Roblox,
- des défis
- des formats courts (YouTube Shorts).

## Autres plateformes
- TikTok : actif sous le pseudo clemkito_YT
- Twitch : diffusion de lives occasionnels
- Discord : anime une communauté autour du gaming

## Style et communauté
Son style est caractérisé par un ton humoristique et un contenu destiné à un public jeune amateur de jeux vidéo.